# Arthur Brocke

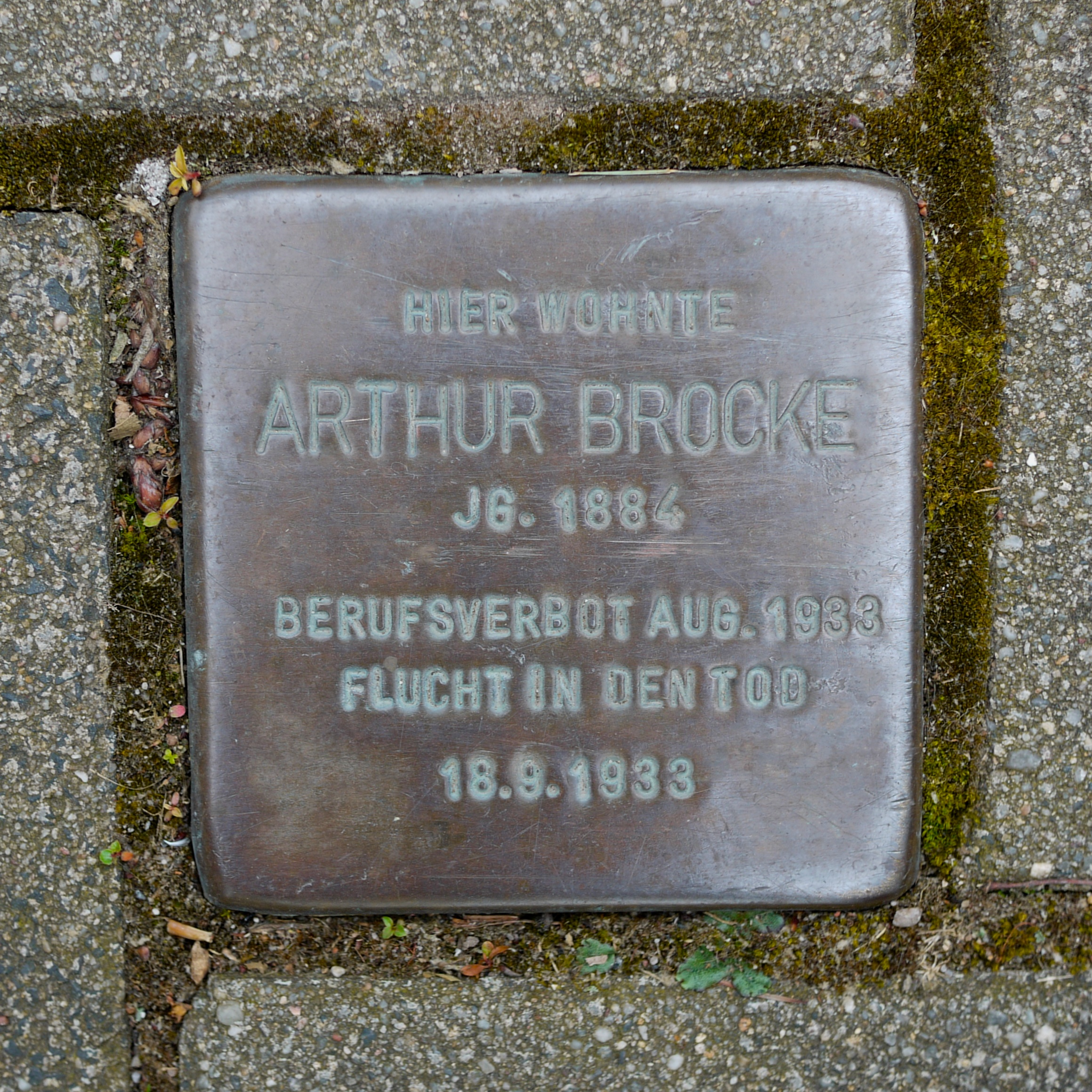
Stolperstein vor dem Haus Brockes

Arthur Brocke (* 14. April 1884 in Aachen; † 18. September 1933 in Mülheim an der Ruhr) war ein deutscher Bauingenieur und von 1919 bis 1933 Beigeordneter der Stadt Mülheim an der Ruhr.

## Leben
Arthur Brocke wuchs als Sohn eines Industriemeisters in Aachen auf. Nach einem Bauingenieursstudium an der Technischen Hochschule Aachen trat er 1905 als Bauleiter in den Dienst des Düsseldorfer Bauunternehmers Heinrich Scheven. 1908 wechselt Brocke als Baurat zur Essener Stadtverwaltung. Als 1919 in Mülheim eine Beigeordnetenstelle neu zu besetzen war, bewarb er sich und wurde gewählt. In seiner Amtszeit als Mülheimer Baudezernent plante Brocke zahlreiche prominente Projekte wie das Ruhrstadion, die Realschule Stadtmitte, den Flughafen Essen/Mülheim sowie die Siedlungen Witthausbusch und Salierstraße.
Nach der Machtübernahme der Nationalsozialisten wurde Arthur Brocke von März bis Mai 1933 in Schutzhaft genommen. Gleichzeitig strengte man ein Dienststrafverfahren gegen ihn an wegen angeblicher Begünstigung, Vorteilsannahme und Steuerhinterziehung. Ohne das Ergebnis des Strafverfahrens abzuwarten, wurde Arthur Brocke gemäß dem Gesetz zur Wiederherstellung des Berufsbeamtentums in den Ruhestand versetzt. Bedrohungen durch SS-Trupps sowie eine gegen ihn gerichtete Rufmordkampagne in der Lokalpresse verstärkten den Druck auf Brocke und führten dazu, dass er sich im September 1933 das Leben nahm.
1955 wurde in Mülheim an der Ruhr eine Straße nach ihm benannt. Im Jahr 2007 wurde vor seinem ehemaligen Wohnsitz in der Bismarckstraße 31 in Mülheim ein Stolperstein installiert.

## Sonstige Quellen
- Stadtarchiv Mülheim an der Ruhr, Bestand 1210 (Personalakten)